# Confrontos entre Bragantino e Ponte Preta no futebol
Os Confrontos entre Bragantino e Ponte Preta no futebol constituem um clássico regional do futebol paulista, entre as equipes do Red Bull Bragantino, da cidade de Bragança Paulista, e a Associação Atlética Ponte Preta, da cidade de Campinas. O Bragantino teve seu momento áureo na década de 1990, quando foi campeão paulista e vice-campeão brasileiro, e atualmente disputa a Série A do Brasileiro, enquanto a Ponte Preta viveu grande fase na década de 1970, com dois vice-campeonatos paulistas e atualmente disputa a Série B do Brasileiro.
O clássico teve o primeiro capítulo escrito em 1931, em um amistoso, quando o Bragantino venceu a Ponte por 5 a 2. Essa é a segunda maior goleada do clássico até hoje, já que a Ponte venceu o rival por 5 a 1 em Campinas.

## Quadro comparativo
| Competição                                | Bragantino | Ponte Preta |
| ----------------------------------------- | ---------- | ----------- |
| Campeonato Paulista                       | 1          | 0           |
| Campeonato Brasileiro Série B             | 2          | 0           |
| Campeonato Brasileiro Série C             | 1          | 0           |
| Campeonato Paulista do Interior           | 1          | 6           |
| Campeonato Paulista de Futebol - Série A2 | 2          | 1           |
| Total                                     | 7          | 7           |